# Wybory w Irlandii
Wybory w Irlandii odbywają się na poziomie krajowym, w których wybierana jest głowa państwa – prezydent oraz 166 posłów (Teachta Dála) do Dáil Éireann.

## Uprawnienia do głosowania
W wyborach prezydenckich mogą brać udział tylko obywatele Irlandii, natomiast w wyborach do Dáil również obywatele z Wielkiej Brytanii mieszkający na terenie Irlandii. Dodatkowo do wyborów lokalnych może przystąpić każda osoba zamieszkująca w danym okresie Irlandię, dotyczy to również osób spoza Unii Europejskiej. Osoby takie, chcące głosować, muszą być zarejestrowane w spisie wyborców, corocznie sporządzanym przez samorządy lokalne.
Pełne zestawienie zawiera poniższa tabela.
| Obywatel                | Wybory lokalne | Wybory do Parlamentu Europejskiego | Wybory do Dáil Éireann | Wybory prezydenckie | Referenda |
| ----------------------- | -------------- | ---------------------------------- | ---------------------- | ------------------- | --------- |
| Irlandii                | T              | T                                  | T                      | T                   | T         |
| Wielkiej Brytanii       | T              | T                                  | T                      | N                   | N         |
| Unii Europejskiej       | T              | T                                  | N                      | N                   | N         |
| spoza Unii Europejskiej | T              | N                                  | N                      | N                   | N         |